# 베를린 아이히보른담역
베를린 아이히보른담역(Bahnhof Berlin Eichborndamm)은 베를린 라이니켄도르프구 라이니켄도르프와 비테나우의 경계선에 있는 크레멘선의 철도역이다. 베를린 S반 S25 열차가 운행한다. 별도의 대합실 건물은 없으며, 아이히보른담 방면으로 개설된 서부 출입구는 철도 교량 아래로 이어진다. 섬식 승강장의 북쪽에만 선로가 설치된 단선 승강장 구조를 가지고 있다. 아이히보른담 도로를 따라서 버스 정류장, 자전거 주차장 및 P&R 주차장이 설치되어 있다.
보르지히발데 일대 산업체 방면으로 크레멘선의 연결선이 분기하며, 라이니켄도르프 화물역까지는 S반 선로와 평행하게 따라간다.

## 역사
이 역 위치는 베를린 북부선 및 향후 크레멘선의 달도르프역(현재의 카를본회퍼네르펜클리니크역)과 800 m밖에 떨어져 있지 않기 때문에 크레멘선 건설 당시에 역 건설은 계획되지 않았다. 크레멘선 개업 약 2주 후 1893년 10월 12일 《라이니켄도르퍼 타게블라트》(Reinickendorfer Tageblatt)지에서는 역 건설을 촉구했다. 건설 비용 대부분을 모금으로 충당하여 크레멘선 개통 1년 후 1894년 10월 1일에 아이히보른슈트라세(Eichbornstraße)역으로 개업했다. 건설 당시에는 단선 승강장으로 개업했다. 1900년 이후 복선화되면서 노반이 제방으로 올라갔고, 1905년에 현재의 역사가 개업했다.
1927년 3월 16일에 첫 전동차가 정차했고, 1930년 12월 1일부터 S반으로 편입되었다.
제2차 세계 대전으로 인하여 1945년 4월 말에 S반 영업이 중단되었고, 그 해 7월 19일부터 증기 기관차 견인 S반 열차 운행이 재개되었다. 남부 선로는 소련에 전쟁 배상으로 징발되었고 그 이후부터 단선 승강장이 유지되고 있다. 베를린 장벽 건설 이후에는 하일리겐제역에서 모든 열차가 종착했다. 1974년부터 1975년까지 아이히보른담 도로를 가로지르는 북부 철교가 개보수되었다. 보수 공사 당시에 남쪽 승강장이 임시로 사용되었으며, 완공 이후 다시 북쪽 승강장으로 복귀했다. 1980년 서베를린 S반 파업 당시에도 운행이 유지되었으며, 1984년 1월 9일부터 열차 운행이 중단되었다.
1995년 5월 28일에 S반 운행이 복구되었고, 아이히보른담 북부 철교 재건축 및 역 시설물 재건축이 진행되었다. 남쪽 승강장 재운행은 크레멘선 복선화 이후에 진행될 예정이다. 역 인근 도로명이 개칭된 약 57년 후인 1994년 5월 29일에 아이히보른담역으로 개칭되었다. 2014년에 엘리베이터가 설치되었다.
베를린 시에서는 노선 복선화와는 별개로 아이히보른담역의 추가 출입구 건설을 계획했다. 원래 계획은 2017년 말 완공이었으나 2018년 후반기로 계획이 지연되었다. 복선화된 기존 S반 선로 외에도 전용선 및 추가 지역간 열차선 건설이 계획에서 고려되었다. 2020년 말까지 추가 출입구가 완공될 예정이었다. 2021년 초에는 역사가 건축유산으로 지정되어 있었기 때문에 이에 따른 계획 수정이 필요해졌음이 알려졌고, 이에 따라서 실제 착공 및 완공 시기도 지연되었다.

## 인접 정차역
베를린 버스 221, 322번과 환승할 수 있다.
| 베를린 S반               | 베를린 S반 | 베를린 S반                                |
| ------------------------ | ---------- | ----------------------------------------- |
| 테겔 헤니히스도르프 방면 | S25        | 카를본회퍼네르펜클리니크 텔토 슈타트 방면 |

## 참고 문헌
- Bernd Strowitzki (2004). 《S-Bahn Berlin. Geschichte(n) für unterwegs》 (독일어). Berlin: Verlag GVE. ISBN 3-89218-073-3.